# Aurora Galli
Aurora Galli (Tromello, 13 december 1996) is een voetbalspeelster uit Italië. Ze speelt als Aanvaller voor Everton in de FA Women's Super League.
Galli werd door haar transfer naar Everton op 28 juli 2021 de eerste Italiaanse speelster in de Engelse Super League. Op 2 maart 2022 maakte Galli haar eerste doelpunt voor Everton tegen Aston Villa.

## Statistieken
| Seizoen    | Club          | Land     | Competitie              | Wedstrijden | Doelpunten |
| ---------- | ------------- | -------- | ----------------------- | ----------- | ---------- |
| 2011-2013  | Inter Milano  | Italië   | Serie A                 | 30          | 3          |
| 2013-2015  | Torres Calcio | Italië   | Serie B                 | 45          | 1          |
| 2015-2016  | Mozzanica     | Italië   | Serie A                 | 20          | 0          |
| 2017-2017  | Hellas Verona | Italië   | Serie A                 | 22          | 2          |
| 2027-2021  | Juventus      | Italië   | Serie A                 | 67          | 10         |
| 2021-heden | Everton       | Engeland | FA Women's Super League | 34          | 2          |
| Totaal     | Totaal        | Totaal   | Totaal                  | 218         | 18         |

Laatste update: nov 2023

## Internationaal
Aurora Galli maakte haar debuut voor het Italiaans nationale team in 2014.
Aurora Galli werd geselecteerd voor het EK 2017, het WK 2019 en het EK 2022.